# Pitié pour les rats
Pitié pour les rats est le neuvième roman policier de Jean Amila paru dans la collection Série noire avec le numéro 832 en 1964.

## Résumé
Les Lenfant, Julien, le père, Yvonne, la mère et Solange, la fille forment une famille de cambrioleurs et vivent près d'un canal de la Seine.
Une nuit pendant laquelle ils cambriolent une villa, Julien est abattu par un voisin, gardien de la paix. Alors qu’il va être achevé, Julien est sauvé par un homme qui tue le policier. Solange et cet homme ramènent Julien dans leur maison de Poissy.
Cet homme, Michel, dont Solange tombe rapidement amoureuse, est un soldat de l’OAS, organisation qui n'est jamais nommée bien qu'aisément identifiable. Il fait en sorte que les Lenfant soient impliqués dans ses activités et cache chez eux un arsenal d’armes et parfois des complices. Yvonne succombe à son tour au charme de Michel.
Pour récupérer des fonds dans une usine, Michel et d’autres membres de l’OAS utilisent les talents de cambrioleur de Julien. Mais ce casse finit mal et deux hommes sont tués.
Julien réalise qu’il n’a rien en commun avec Michel, hors la loi et assassin. Mais ce sont les deux femmes qui tuent Michel et se débarrassent de son corps dans la Seine.
Pourtant, les Lenfant ne sont pas quitte pour autant, la police continuant d’enquêter sur eux et déboulant sur leur île…

## Éditions
Le roman est publié dans la Série noire avec le numéro 832 en 1964 et réédité dans la même collection avec le même numéro en 1985.

## Autour du livre
Pour Claude Mesplède dans Les Années Série noire ce roman est « un grand Amila qui renoue avec la tradition de Marius Jacob, Le Voleur de Darien et des anarchistes illégalistes ».

## Adaptation
Le roman est adapté pour la télévision en 1985 par Jacques Ertaud avec le titre éponyme dans le cadre de la série télévisée Série noire.

## Sources
- Polar, revue trimestrielle no 16, octobre 1995
- Claude Mesplède, Les Années Série noire, vol. 2 : 1959-1966, Encrage, coll. « Travaux » (no 17), 1993  (ISBN 2-906389-43-9), p. 197-198
- Jean Amila, années 1960